# TT Assen 1960
De TT van Assen 1960 was de derde Grand Prix van het wereldkampioenschap wegrace-seizoen 1960. De races werden verreden op zaterdag 25 juni 1960 op het Circuit van Drenthe vlak bij Assen. Alle klassen kwamen aan de start. 

## Algemeen
De TT van Assen werd overschaduwd door de dood van Peter Ferbrache in de 350cc-race. Tijdens de trainingen brak Tom Phillis een sleutelbeen. Ook zijn Honda-teamgenoot Naomi Taniguchi raakte geblesseerd. Ze werden vervangen door Jim Redman en Jan Huberts. Opmerkelijk waren de drie tweede plaatsen voor Gary Hocking in de 125cc-klasse, de 250cc-klasse en de 350cc-klasse. 

## 500cc-klasse
John Surtees leidde de 500cc-race vier ronden lang, maar toen kwam hij hard ten val en nam teamgenoot Remo Venturi de leiding over. Hij won met een halve minuut voorsprong op Bob Brown, die op zijn beurt Emilio Mendogni nipt voor bleef.

### Uitslag 500cc-klasse
| Pos | Coureur         | Merk      | Tijd      | Punten |
| --- | --------------- | --------- | --------- | ------ |
| 1   | Remo Venturi    | MV Agusta | 1:32"41'2 | 8      |
| 2   | Bob Brown       | Norton    | +30'5     | 6      |
| 3   | Emilio Mendogni | MV Agusta | +32'6     | 4      |
| 4   | Paddy Driver    | Norton    | +1"05'0   | 3      |
| 5   | Mike Hailwood   | Norton    | +1"31'1   | 2      |
| 6   | Dickie Dale     | Norton    | +2"39'9   | 1      |
| 7   | Frank Perris    | Norton    | +1 ronde  |        |
| 8   | Ron Miles       | Norton    | +1 ronde  |        |
| 9   | Ernst Hiller    | BMW       | +1 ronde  |        |
| 10  | Fumio Ito       | BMW       | +1 ronde  |        |
| 11  | Jack Findlay    | Norton    | +1 ronde  |        |
| 12  | Anton Elbersen  | BMW       | +3 ronden |        |

### Niet gefinisht
| Coureur             | Merk      | Oorzaak |
| ------------------- | --------- | ------- |
| Bert Schneider      | Norton    |         |
| Raymond Bogaerdt    | Norton    |         |
| Hans-Günter Jäger   | BMW       |         |
| Rudolf Gläser       | Norton    |         |
| Bob Anderson        | Norton    |         |
| John Hartle         | Norton    |         |
| John Surtees        | MV Agusta | Val     |
| Robert Weston       | Norton    |         |
| William van Leeuwen | Norton    |         |

### Niet gestart
| Coureur     | Merk   | Oorzaak  |
| ----------- | ------ | -------- |
| Tom Phillis | Norton | Blessure |

### Niet deelgenomen
| Coureur        | Merk      | Oorzaak |
| -------------- | --------- | ------- |
| Ladi Richter   | Norton    |         |
| Alan Shepherd  | Matchless |         |
| Ralph Rensen   | Norton    |         |
| John Hempleman | Norton    |         |
| Jim Redman     | Norton    |         |

### Top tien tussenstand 500cc-klasse
| \| Pos \| Coureur \| Merk \| Ptn \| \| --- \| --------------- \| ---------------- \| --- \| \| 1 \| John Surtees \| MV Agusta \| 16 \| \| 2 \| Remo Venturi \| MV Agusta \| 14 \| \| 3 \| Bob Brown \| Norton \| 11 \| \| 4 \| John Hartle \| MV Agusta/Norton \| 6 \| \| 4 \| Mike Hailwood \| Norton \| 6 \| \| 4 \| Paddy Driver \| Norton \| 6 \| \| 7 \| Emilio Mendogni \| MV Agusta \| 4 \| \| 8 \| Tom Phillis \| Norton \| 3 \| \| 8 \| Dickie Dale \| Norton \| 3 \| \| 10 \| Ladi Richter \| Norton \| 2 \| | - John Surtees leek op weg naar zijn twaalfde 500cc-winst op rij. - John Surtees wordt ondersteund na zijn val in de vierde ronde. - Remo Venturi op weg naar zijn enige WK-overwinning. |                  |     |
| Pos | Coureur | Merk             | Ptn |
| 1 | John Surtees | MV Agusta        | 16  |
| 2 | Remo Venturi | MV Agusta        | 14  |
| 3 | Bob Brown | Norton           | 11  |
| 4 | John Hartle | MV Agusta/Norton | 6   |
| 4 | Mike Hailwood | Norton           | 6   |
| 4 | Paddy Driver | Norton           | 6   |
| 7 | Emilio Mendogni | MV Agusta        | 4   |
| 8 | Tom Phillis | Norton           | 3   |
| 8 | Dickie Dale | Norton           | 3   |
| 10 | Ladi Richter | Norton           | 2   |

## 350cc-klasse
MV Agusta maakte ook de dienst uit in de 350cc-klasse. John Surtees en Gary Hocking finishten 25 seconden na elkaar, maar derde man Bob Anderson had ruim twee minuten achterstand. Tijdens deze race viel Peter Ferbrache. Hij overleed drie dagen later aan zijn verwondingen.
| Pos | Coureur             | Merk      | Tijd      | Punten |
| --- | ------------------- | --------- | --------- | ------ |
| 1   | John Surtees        | MV Agusta | 1:08"43'7 | 8      |
| 2   | Gary Hocking        | MV Agusta | +25'5     | 6      |
| 3   | Bob Anderson        | Norton    | +2"17'8   | 4      |
| 4   | Bob Brown           | Norton    | +2"23'6   | 3      |
| 5   | Paddy Driver        | Norton    | +2"44'6   | 2      |
| 6   | John Hempleman      | Norton    | +2"46'2   | 1      |
| 7   | Jim Redman          | Norton    | +3"37'8   |        |
| 8   | Frank Perris        | Norton    | +1 ronde  |        |
| 9   | Ron Miles           | Norton    | +1 ronde  |        |
| 10  | William van Leeuwen | Norton    | +1 ronde  |        |
| 11  | Karl Hoppe          | AJS       | +1 ronde  |        |
| 12  | Bert Schneider      | Norton    | +1 ronde  |        |
| 13  | Raymond Bogaerdt    | Norton    | +1 ronde  |        |
| 14  | Dickie Dale         | Norton    | +1 ronde  |        |
| 15  | Jacques Insermini   | Norton    | +1 ronde  |        |
| 16  | Jack Findlay        | Norton    | +1 ronde  |        |
| 17  | B. West             | Norton    | +1 ronde  |        |
| 18  | Joop Vogelzang      | Norton    | +2 ronden |        |

| Coureur     | Merk   | Oorzaak  |
| ----------- | ------ | -------- |
| Tom Phillis | Norton | Blessure |

| Coureur         | Merk | Oorzaak |
| --------------- | ---- | ------- |
| Peter Ferbrache | AJS  | Val (†) |

| Coureur           | Merk              |
| ----------------- | ----------------- |
| František Šťastný | Jawa              |
| Bob McIntyre      | Potts Special-AJS |
| Derek Minter      | Norton            |
| John Hartle       | Norton            |
| Ralph Rensen      | Norton            |
| Hugh Anderson     | AJS               |

### Top tien tussenstand 350cc-klasse
| Pos | Coureur           | Merk              | Ptn |
| --- | ----------------- | ----------------- | --- |
| 1   | John Surtees      | MV Agusta         | 18  |
| 2   | Gary Hocking      | MV Agusta         | 14  |
| 3   | John Hartle       | MV Agusta         | 8   |
| 4   | František Šťastný | Jawa              | 6   |
| 4   | Bob Brown         | Norton            | 6   |
| 6   | Bob Anderson      | Norton            | 5   |
| 7   | Bob McIntyre      | Potts Special-AJS | 4   |
| 7   | Paddy Driver      | Norton            | 4   |
| 9   | Derek Minter      | Norton            | 3   |
| 10  | Ralph Rensen      | Norton            | 2   |

## 250cc-klasse
In de 250cc-race waren de MV Agusta-rijders de enigen die binnen een minuut finishten: Carlo Ubbiali voor Gary Hocking en Luigi Taveri. Door de blessures van Tom Phillis en Naomi Taniguchi kregen Jan Huberts en Jim Redman de kans om met de viercilinder-Honda RC 161 te starten, maar ze scoorden geen punten. In deze race debuteerde de Aermacchi Ala d'Oro 250 met Alberto Pagani aan het stuur. Mike Hailwood verscheen zeer waarschijnlijk met een Mondial 250 Bialbero aan de start, in plaats van de speciaal voor hem gebouwde Ducati 250 Desmo.
| Pos | Coureur           | Merk      | Tijd      | Punten |
| --- | ----------------- | --------- | --------- | ------ |
| 1   | Carlo Ubbiali     | MV Agusta | 58"54'0   | 8      |
| 2   | Gary Hocking      | MV Agusta | +30'3     | 6      |
| 3   | Luigi Taveri      | MV Agusta | +57'1     | 4      |
| 4   | John Hempleman    | MZ        | +1"13'9   | 3      |
| 5   | Mike Hailwood     | Mondial   | +2"55'2   | 2      |
| 6   | Ernst Degner      | MZ        | +3"22'2   | 1      |
| 7   | Jan Huberts       | Honda     | +3"32'4   |        |
| 8   | Jim Redman        | Honda     | +1 ronde  |        |
| 9   | Alberto Pagani    | Aermacchi | +1 ronde  |        |
| 10  | Rudolf Thalhammer | NSU       | +1 ronde  |        |
| 11  | Horst Kassner     | NSU       | +1 ronde  |        |
| 12  | Günter Beer       | Adler     | +1 ronde  |        |
| 13  | Horst Burkhardt   | NSU       | +2 ronden |        |
| 14  | Siegfried Lohmann | Adler     | +2 ronden |        |
| 15  | Jan Welp          | NSU       | +2 ronden |        |

| Coureur         | Merk  | Oorzaak  |
| --------------- | ----- | -------- |
| Tom Phillis     | Honda | Blessure |
| Naomi Taniguchi | Honda | Blessure |

| Coureur     | Merk  | Oorzaak      |
| ----------- | ----- | ------------ |
| Bob Brown   | Honda | Geen machine |
| Dickie Dale | MZ    | Geen machine |

| Coureur             | Merk   |
| ------------------- | ------ |
| Gilberto Milani     | Honda  |
| Tarquinio Provini   | Morini |
| Kenjiro Tanaka      | Honda  |
| Kunimitsu Takahashi | Honda  |
| Moto Kitano         | Honda  |
| Yukio Satoh         | Honda  |

### Top tien tussenstand 250cc-klasse
| Pos | Coureur           | Merk           | Ptn |
| --- | ----------------- | -------------- | --- |
| 1   | Gary Hocking      | MV Agusta      | 14  |
| 1   | Carlo Ubbiali     | MV Agusta      | 14  |
| 3   | Tarquinio Provini | Morini         | 4   |
| 3   | Luigi Taveri      | MV Agusta      | 4   |
| 5   | Bob Brown         | Honda          | 3   |
| 5   | John Hempleman    | MZ             | 3   |
| 7   | Mike Hailwood     | Ducati/Mondial | 2   |
| 7   | Moto Kitano       | Honda          | 2   |
| 9   | Ernst Degner      | MZ             | 1   |
| 9   | Naomi Taniguchi   | Honda          | 1   |

## 125cc-klasse
Carlo Ubbiali en Gary Hocking reden hun MV Agusta 125 Bialbero's naar de eerste twee plaatsen. Ze finishten binnen drie seconden, maar ruim twintig seconden voor Alberto Gandossi op de MZ RE 125. Jim Redman verving de geblesseerde Naomi Taniguchi en reed de Honda RC 143 naar de vierde plaats.
| Pos | Coureur          | Merk      | Tijd      | Punten |
| --- | ---------------- | --------- | --------- | ------ |
| 1   | Carlo Ubbiali    | MV Agusta | 52"42'2   | 8      |
| 2   | Gary Hocking     | MV Agusta | +3'1      | 6      |
| 3   | Alberto Gandossi | MZ        | +23'7     | 4      |
| 4   | Jim Redman       | Honda     | +41'1     | 3      |
| 5   | Ernst Degner     | MZ        | +1"25'0   | 2      |
| 6   | Giichi Suzuki    | Honda     | +2"17'1   | 1      |
| 7   | Alberto Pagani   | MV Agusta | +2"43'0   |        |
| 8   | Mike Hailwood    | Ducati    | +3"21'3   |        |
| 9   | Han Leenheer     | Ducati    | +2 ronden |        |
| 10  | Jaap Stoltenkamp | NSU       | +2 ronden |        |

| Coureur         | Merk  | Oorzaak  |
| --------------- | ----- | -------- |
| Naomi Taniguchi | Honda | Blessure |

| Coureur      | Merk | Oorzaak      |
| ------------ | ---- | ------------ |
| Bob Anderson | MZ   | Geen machine |

| Coureur             | Merk      |
| ------------------- | --------- |
| Luigi Taveri        | MV Agusta |
| Bruno Spaggiari     | MV Agusta |
| Kunimitsu Takahashi | Honda     |
| John Hempleman      | MZ        |

### Top tien tussenstand 125cc-klasse
| Pos | Coureur          | Merk         | Ptn |
| --- | ---------------- | ------------ | --- |
| 1   | Carlo Ubbiali    | MV Agusta    | 16  |
| 2   | Gary Hocking     | MV Agusta    | 12  |
| 3   | Alberto Gandossi | MZ           | 4   |
| 3   | Luigi Taveri     | MV Agusta    | 4   |
| 5   | John Hempleman   | MZ           | 3   |
| 5   | Jim Redman       | Honda/Ducati | 3   |
| 7   | Bob Anderson     | MZ           | 2   |
| 7   | Ernst Degner     | MZ           | 2   |
| 9   | Giichi Suzuki    | Honda        | 1   |
| 9   | Naomi Taniguchi  | Honda        | 1   |

## Zijspanklasse
Omdat er in de zijspanklasse slechts drie resultaten telden, konden Helmut Fath en Alfred Wohlgemuth door te winnen de wereldtitel al in Assen grijpen. Het grootse deel van de race reden Florian Camathias en Roland Föll echter aan de leiding, achtervolgd door Fath/Wohlgemuth en Pip Harris/Ray Campbell. Toen Camathias in de laatste ronde stilviel was Harris echter al voor Fath gekomen. Harris/Campbell wonnen hun eerste WK-race en konden theoretisch ook nog aanspraak maken op de titel. 
| Pos | Coureur            | Bakkenist          | Merk   | Tijd      | Punten |
| --- | ------------------ | ------------------ | ------ | --------- | ------ |
| 1   | Pip Harris         | Ray Campbell       | BMW    | 53"26'2   | 8      |
| 2   | Helmut Fath        | Alfred Wohlgemuth  | BMW    | +31'0     | 6      |
| 3   | Fritz Scheidegger  | Horst Burkhardt    | BMW    | +1"19'9   | 4      |
| 4   | Edgar Strub        | Hilmar Cecco       | BMW    | +1"10'5   | 3      |
| 5   | Bill Boddice       | Graham Stokes      | Norton | +1"36'1   | 2      |
| 6   | Max Deubel         | Horst Höhler       | BMW    | +1"57'6   | 1      |
| 7   | Claude Lambert     | Rodolphe Rüfenacht | BMW    | +1 ronde  |        |
| 8   | Bill Beevers       | John Chisnall      | BMW    | +1 ronde  |        |
| 9   | Otto Kölle         | Dieter Hess        | BMW    | +1 ronde  |        |
| 10  | Bošco Šnajder      | Stanko Šajnovic    | BMW    | +1 ronde  |        |
| 11  | John Tickle        | Cathy Tickle       | Norton | +1 ronde  |        |
| 12  | Ray Foster         | Brian Armstrong    | Norton | +1 ronde  |        |
| 13  | Orrie Salter       | R. Piranni         | Norton | +1 ronde  |        |
| 14  | Harmen van der Wal | Jan van Gelder     | Norton | +2 ronden |        |
| 15  | Leo Münninghoff    | F. Broersma        | Norton | +2 ronden |        |
| 16  | Florian Camathias  | Roland Föll        | BMW    | +3 ronden |        |

| Coureur         | Bakkenist       | Merk   |
| --------------- | --------------- | ------ |
| Alwin Ritter    | Emil Hörner     | BMW    |
| Jo Rogliardo    | Marcel Godillot | BMW    |
| Charlie Freeman | Billie Nelson   | Norton |
| Jackie Beeton   | Eddie Bulgin    | BMW    |
| Les Wells       | William Cook    | Norton |

### Top tien tussenstand zijspanklasse
| Pos | Coureur           | Bakkenist                                   | Merk   | Ptn |
| --- | ----------------- | ------------------------------------------- | ------ | --- |
| 1   | Helmut Fath       | Alfred Wohlgemuth                           | BMW    | 22  |
| 2   | Pip Harris        | Ray Campbell                                | BMW    | 14  |
| 3   | Fritz Scheidegger | Horst Burkhardt                             | BMW    | 10  |
| 4   | Florian Camathias | John Chisnell, Robert Fiston en Roland Föll | BMW    | 6   |
| 5   | Edgar Strub       | Hilmar Cecco                                | BMW    | 5   |
| 6   | Charlie Freeman   | Billie Nelson                               | Norton | 4   |
| 6   | Max Deubel        | Horst Höhler                                | BMW    | 4   |
| 8   | Les Wells         | William Cook                                | Norton | 3   |
| 9   | Bill Boddice      | Graham Stokes                               | Norton | 2   |
| 10  | Alwin Ritter      | Emil Hörner                                 | BMW    | 1   |
| 10  | Jo Rogliardo      | Marcel Godillot                             | BMW    | 1   |

## Trivia

### Drie races, drie bakkenisten
Florian Camathias had onenigheid gekregen met bakkenist Hilmar Cecco, die tegen de zin van Camathias met solomotoren wilde blijven racen. Camathias bleef maar zoeken naar een vervanger, die hij voor de Franse Grand Prix vond in de ervaren John Chisnell, waarmee hij derde werd. Tijdens de TT van Man ging Chisnell echter terug naar zijn vaste rijder Bill Beevers, waarna Camathias een beroep deed op Robert Fiston (ze werden vijfde). In Assen volgde bakkenist nummer drie: Roland Föll, die al ervaring had opgedaan bij Edgar Strub. Nu werd er bijna gewonnen, maar de BMW stopte er in de laatste ronde mee. 
1925 · 1926 · 1927 · 1928 · 1929 · 1930 · 1931 · 1932 · 1933 · 1934 · 1935 · 1936 · 1937 · 1938 · 1939 · 1940–1945 · 1946 · 1947 · 1948 · 1949 · 1950 · 1951 · 1952 · 1953 · 1954 · 1955 · 1956 · 1957 · 1958 · 1959 · 1960 · 1961 · 1962 · 1963 · 1964 · 1965 · 1966 · 1967 · 1968 · 1969 · 1970 · 1971 · 1972 · 1973 · 1974 · 1975 · 1976 · 1977 · 1978 · 1979 · 1980 · 1981 · 1982 · 1983 · 1984 · 1985 · 1986 · 1987 · 1988 · 1989 · 1990 · 1991 · 1992 · 1993 · 1994 · 1995 · 1996 · 1997 · 1998 · 1999 · 2000 · 2001 · 2002 · 2003 · 2004 · 2005 · 2006 · 2007 · 2008 · 2009 · 2010 · 2011 · 2012 · 2013 · 2014 · 2015 · 2016 · 2017 · 2018 · 2019 · 2021 · 2022 · 2023 · 2024 · 2025